# Cyllecoris histrionius
Cyllecoris histrionius är en insektsart som först beskrevs av Carl von Linné 1767.  Cyllecoris histrionius ingår i släktet Cyllecoris, och familjen ängsskinnbaggar. Arten är reproducerande i Sverige.